# 北畑町
北畑町（きたはたちょう）は、愛知県名古屋市中村区の地名。現行行政地名は北畑町1丁目から北畑町4丁目。住居表示未実施。

## 地理
名古屋市中村区南部に位置する。西は牛田通、南は畑江通に接する。

## 歴史

### 地名の由来
高須賀町の字北畑に由来する。

### 沿革
- 1941年（昭和16年）1月1日 - 中川区高須賀町・長良町・北一色町・中村区下中村町の各一部により中川区北畑町として成立[1]。
- 1944年（昭和19年）2月11日 - 中村区に編入され、同区北畑町となる[1]。

## 世帯数と人口
2019年（平成31年）2月1日現在の世帯数と人口は以下の通りである。
| 町丁   | 世帯数  | 人口  |
| ------ | ------- | ----- |
| 北畑町 | 381世帯 | 700人 |

### 人口の変遷
国勢調査による人口の推移
| 1950年（昭和25年） | 357人   | [ 9 ]  |  |
| 1955年（昭和30年） | 656人   | [ 9 ]  |  |
| 1960年（昭和35年） | 1,007人 | [ 10 ] |  |
| 1965年（昭和40年） | 1,277人 | [ 10 ] |  |
| 1970年（昭和45年） | 1,244人 | [ 11 ] |  |
| 1975年（昭和50年） | 1,177人 | [ 11 ] |  |
| 1980年（昭和55年） | 1,060人 | [ 12 ] |  |
| 1985年（昭和60年） | 1,011人 | [ 12 ] |  |
| 1990年（平成2年）  | 888人   | [ 13 ] |  |
| 1995年（平成7年）  | 847人   | [ 14 ] |  |
| 2000年（平成12年） | 788人   | [ 15 ] |  |
| 2005年（平成17年） | 778人   | [ 16 ] |  |
| 2010年（平成22年） | 693人   | [ 17 ] |  |
| 2015年（平成27年） | 712人   | [ 18 ] |  |

## 学区
市立小・中学校に通う場合、学校等は以下の通りとなる。また、公立高等学校に通う場合の学区は以下の通りとなる。なお、中学校は学校選択制度を導入しておらず、番毎で各学校に指定されている。
| 小学校             | 中学校               | 高等学校 |
| ------------------ | -------------------- | -------- |
| 名古屋市立柳小学校 | 名古屋市立御田中学校 | 尾張学区 |

## 施設
- 名古屋市立豊国中学校[7]
- 名古屋市立城西病院[7]

## その他

### 日本郵便
- 郵便番号 : 453-0815[4]（集配局：中村郵便局[21]）。